# Maghreboniscus trapezoidalis
Maghreboniscus trapezoidalis is een pissebed uit de familie Spelaeoniscidae. De wetenschappelijke naam van de soort is voor het eerst geldig gepubliceerd in 1959 door Vandel.